# Peter Bredal (dansk amiral)
Peter Jensen Bredal, död 4 december 1658, var en dansk sjömilitär.
Bredal hade tjänat sig upp från matros, och gjorde sig berömd 1658 genom ett tappert försvar av sina vid Nyborg infrusna skepp, vilka han också lyckades återföra till Köpenhamn oskadda. Han utnämndes samma år till viceamiral, och utmärkte sig även vid Karl X Gustavs andra krig mot Danmark, men stupade i december 1658.